# Чёртов Стул
Чёртов стул — скалистое урочище, геологический памятник природы, находится на юго-восточном склоне горы Большая Ваара — бывшего вулкана. Располагается в черте города Петрозаводска, в районе Соломенное, на северо-восточном побережье Петрозаводской губы Онежского озера.

## Описание
Чёртов стул — каменный массив, по форме напоминает стул с «сиденьем»-поляной и «спинкой» — отвесной скалой высотой 122 м над уровнем моря. Скальные выходы массива представляют фрагменты крупной вулканической постройки нижнего протерозоя (суйсарское время). Скалы образованы продуктами извержения: шаровыми лавами с хорошо сохранившимися структурами и текстурами, выше залегают агломератовые туфы, в верхней части — лавовые потоки с вариолитовыми структурами.
Чёртов стул — традиционное место отдыха петрозаводчан и туристов.